# Hrabstwo Floyd (Iowa)

Piramida wieku hrabstwa

Hrabstwo Floyd – hrabstwo położone w USA w stanie Iowa z siedzibą w mieście Charles City. Założone w 1851 roku.

## Miasta i miejscowości
- Charles City
- Colwell
- Floyd
- Marble Rock
- Nora Springs
- Rockford
- Rudd

## Gminy
| - Cedar - Floyd - Niles - Pleasant Grove - Riverton - Rock Grove | - Rockford - Rudd - Saint Charles - Scott - Ulster - Union |

## Drogi główne
- U.S. Highway 18
- U.S. Highway 218
- Iowa Highway 14
- Iowa Highway 27

## Sąsiednie hrabstwa
- Hrabstwo Mitchell
- Hrabstwo Chickasaw
- Hrabstwo Butler
- Hrabstwo Cerro Gordo
- Hrabstwo Howard
- Hrabstwo Bremer
- Franklin